# Lemma von Zorn

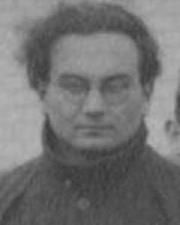
Max August Zorn, 1930 in Jena

Das Lemma von Zorn, auch bekannt als Lemma von Kuratowski-Zorn oder Zornsches Lemma, ist ein Theorem der Mengenlehre, genauer gesagt, der Zermelo-Fraenkel-Mengenlehre, die das Auswahlaxiom einbezieht. Es besagt, dass jede induktiv geordnete Menge mindestens ein maximales Element besitzt.
Das Lemma ist benannt nach dem deutsch-amerikanischen Mathematiker Max Zorn, der es 1933 entdeckte (unabhängig von der Entdeckung durch Kuratowski 1922) und verwandt mit Hausdorffs Maximalkettensatz von 1914.
Die Zuschreibung an Zorn erfolgte schon in der Ausgabe der Mengenlehre von Bourbaki (als Theorem von Zorn, verfasst von Claude Chevalley, der Zorn aus seiner Zeit bei Emil Artin in Hamburg Anfang der 1930er Jahre kannte) von 1939, die Bezeichnung Lemma erfolgte in einer Veröffentlichung von John W. Tukey (1940). Es gab noch verschiedene andere Autoren (neben den erwähnten Hausdorff und Kuratowski), die Maximum-Prinzipien veröffentlichten, die aus dem Auswahlaxiom oder dem Wohlordnungssatz folgten (wie Salomon Bochner 1928, R. L. Moore 1932). Zorn vermutete aber zuerst (in seiner Arbeit von 1935), dass Auswahlaxiom, Wohlordnungssatz und Zornsches Lemma (das er Maximum-Prinzip nannte) äquivalent sind, und kündigte einen Beweis in einer Folgearbeit an, die nie erschien.

## Aussage
Das Lemma von Zorn besagt:
Eine halbgeordnete Menge, in der jede Kette eine obere Schranke hat, enthält mindestens ein maximales Element.
Erläuterung:
- Gegeben sei eine halbgeordnete Menge {\displaystyle (P,\leq )}. Dies bedeutet, dass die Relation {\displaystyle \leq } transitiv, reflexiv und antisymmetrisch sein muss.

- Man betrachtet nun spezielle Teilmengen {\displaystyle T} von {\displaystyle P}, welche folgende Eigenschaft besitzen: Für alle {\displaystyle x,y\in T} gilt stets {\displaystyle x\leq y} oder {\displaystyle y\leq x}. Solche Teilmengen werden als Ketten oder totalgeordnet bezeichnet.

- Für diese speziellen Teilmengen (und nur für diese) wird nun zusätzlich gefordert, dass sie eine obere Schranke in {\displaystyle P} besitzen müssen. Dies bedeutet: Für jede Kette {\displaystyle T} von {\displaystyle P} existiert ein {\displaystyle s\in P}, sodass {\displaystyle t\leq s} für alle {\displaystyle t\in T} gilt. Man beachte, dass {\displaystyle s} nicht in {\displaystyle T} liegen muss.

- Die Aussage des Lemmas von Zorn lautet nun: Die Menge {\displaystyle P} besitzt ein maximales Element. Dies bedeutet: Es existiert ein Element {\displaystyle m\in P}, für welches es kein größeres Element in {\displaystyle P} gibt. Aus {\displaystyle m\leq x} folgt also stets {\displaystyle m=x}.

Bemerkungen:
- Für die leere halbgeordnete Menge besitzt die leere Kette kein Element als obere Schranke.

- Für eine nicht leere halbgeordnete Menge besitzt die leere Kette jedes Element als obere Schranke.

Das Besondere am Lemma von Zorn ist also, dass man aus verhältnismäßig schwachen Aussagen über sehr spezielle Teilmengen {\displaystyle T} von {\displaystyle P} zu einer recht starken Aussage über die Menge {\displaystyle P} selbst kommt.

## Verwendung
Wie auch der Wohlordnungssatz ist Zorns Lemma äquivalent zum Auswahlaxiom, d. h., man kann mit einem dieser drei Sätze zusammen mit der Zermelo-Fraenkel-Mengenlehre die beiden anderen beweisen.
Zorns Lemma wird in vielen wichtigen Beweisen benutzt, zum Beispiel für
- den Satz, dass jeder Vektorraum eine Basis hat (und sogar jede linear unabhängige Menge in einer geeigneten Basis enthalten ist),
- das Hahn-Banach-Theorem in der Funktionalanalysis, nach dem man lineare Funktionale fortsetzen kann,
- Tychonoffs Theorem, dass jedes Produkt kompakter Räume in der Produkttopologie selbst kompakt ist,
- den Satz, dass jeder Ring mit Eins, der nicht der Nullring ist, ein maximales Ideal hat (bzw. dort sogar jedes echte Ideal in einem maximalen Ideal liegt),
- den Satz von Ernst Steinitz, dass jeder Körper einen algebraischen Abschluss hat,
- den Vollständigkeitssatz der Prädikatenlogik erster Stufe mit überabzählbarem Vokabular.

## Ein Beispiel der Anwendung
Wir beweisen als typische Anwendung des Lemmas von Zorn, dass jeder Ring mit Eins, der nicht der Nullring ist, ein maximales Ideal hat. Die Menge {\displaystyle P} besteht hier aus allen (beidseitigen) Idealen in {\displaystyle R}, die die Eins nicht enthalten.
Diese Menge ist nicht leer (sie enthält das Nullideal, da {\displaystyle 0\neq 1} vorausgesetzt ist) und bezüglich der Mengeninklusion halbgeordnet. Wenn wir ein maximales Element dieser Menge finden können, dann sind wir fertig, denn das ist ein echt in {\displaystyle R} enthaltenes Ideal und jedes größere Ideal liegt nicht in {\displaystyle P}, enthält also die Eins und damit als Ideal auch jedes Element {\displaystyle r=r1} von {\displaystyle R}, d. h., es gibt kein größeres echt in {\displaystyle R} enthaltenes Ideal.
Um Zorns Lemma anwenden zu können, nehmen wir eine nichtleere totalgeordnete Teilmenge {\displaystyle T} von {\displaystyle P} und müssen zeigen, dass sie eine obere Schranke hat, also ein Ideal {\displaystyle I} in {\displaystyle R} existiert, das alle Ideale in {\displaystyle T} enthält, aber ungleich {\displaystyle R} ist (sonst wäre es nicht in {\displaystyle P}). Wir wählen {\displaystyle I} als die Vereinigung aller Elemente von {\displaystyle T}. Dann ist {\displaystyle I} nicht leer, denn {\displaystyle T} enthält mindestens ein Ideal als Element, das wiederum in {\displaystyle I} als Teilmenge enthalten ist. {\displaystyle I} ist ein Ideal, denn sind {\displaystyle a} und {\displaystyle b} Elemente von {\displaystyle I}, dann gibt es Ideale {\displaystyle J,K} in {\displaystyle T}, so dass {\displaystyle a} in {\displaystyle J} und {\displaystyle b} in {\displaystyle K} liegt. Da {\displaystyle T} totalgeordnet ist, liegt eins der beiden Ideale im anderen, wir können ohne Einschränkung annehmen, dass {\displaystyle J} in {\displaystyle K} enthalten ist. Dann sind {\displaystyle a} und {\displaystyle b} beide in {\displaystyle K}, also liegen {\displaystyle a+b} und für jedes {\displaystyle r} in {\displaystyle R} auch {\displaystyle ra} und {\displaystyle ar} in {\displaystyle K} und damit in {\displaystyle I}. Somit ist also {\displaystyle I} tatsächlich ein Ideal von {\displaystyle R}.
Da keines der in {\displaystyle T} liegenden Ideale die Eins enthält, enthält auch {\displaystyle I} die Eins nicht, also liegt {\displaystyle I} in {\displaystyle P}. Somit ist {\displaystyle I} eine in {\displaystyle P} liegende obere Schranke von {\displaystyle T}.
Da die Voraussetzungen für Zorns Lemma erfüllt sind, erhalten wir die Existenz eines maximalen Elements in {\displaystyle P}, und das ist ein maximales Ideal von {\displaystyle R}.
Dieser Beweis benötigt die Voraussetzung, dass der Ring eine Eins hat. Ohne die wäre er nicht durchführbar und tatsächlich wäre die Behauptung falsch.
Ein Beispiel für einen Ring ohne maximales Ideal (und ohne Eins) ist {\displaystyle \mathbb {Q} } mit der Multiplikation {\displaystyle ab:=0} für alle {\displaystyle a,b}. Ideale sind in diesem Ring identisch mit (additiven) Untergruppen und für jede echte Untergruppe {\displaystyle A} ist die Faktorgruppe {\displaystyle \mathbb {Q} /A} ebenso wie die Ausgangsgruppe teilbar, folglich nicht endlich erzeugt, hat dadurch eine nicht-triviale echte (z. B. zyklische) Untergruppe, und diese liefert als Urbild ein {\displaystyle A} enthaltendes, echtes Ideal.

## Äquivalenz von Auswahlaxiom und Lemma von Zorn
Zuletzt skizzieren wir noch die Äquivalenz zwischen dem Lemma von Zorn und dem Auswahlaxiom.

### Folgerung von Zorns Lemma aus dem Auswahlaxiom
Angenommen, das Lemma wäre falsch. Dann gäbe es eine halbgeordnete Menge {\displaystyle P}, in der jede total geordnete Teilmenge eine obere Schranke hätte, aber trotzdem jedes Element ein echt größeres hätte (es gäbe kein maximales Element in {\displaystyle P}). Für jede total geordnete Teilmenge {\displaystyle T} definieren wir nun ein Element {\displaystyle b(T)}, das größer ist als jedes Element in {\displaystyle T}, indem wir eine obere Schranke von {\displaystyle T} nehmen und {\displaystyle b(T)} auf ein Element setzen, das noch größer ist als diese Schranke. Um {\displaystyle b} hierdurch als Funktion definieren zu können, benötigen wir das Auswahlaxiom (denn wir sagen nicht, welche obere Schranke und welches größere Element wir nehmen).
Mit dieser Funktion {\displaystyle b} bestimmen wir dann Elemente {\displaystyle a_{0}<a_{1}<a_{2}<a_{3}<\dotsb } in {\displaystyle P}. Diese Folge wird wirklich lang: Die Indizes sind nicht nur alle natürlichen Zahlen, sondern alle Ordinalzahlen. Diese Folge ist zu lang für die Menge {\displaystyle P}, denn es gibt mehr Ordinalzahlen, als Elemente in irgendeiner Menge enthalten sein können, und so erhalten wir einen Widerspruch.
Die {\displaystyle a_{v}} definieren wir durch transfinite Induktion:
Für jede Ordinalzahl {\displaystyle v} setzen wir
{\displaystyle a_{v}:=b(\lbrace a_{w}|w<v\rbrace ).}
Das geht, da die {\displaystyle a_{w}} durch diese Konstruktion totalgeordnet sind.

### Folgerung des Auswahlaxioms aus Zorns Lemma
Sei {\displaystyle M} eine beliebige Menge nichtleerer Mengen. Dann soll es eine Auswahlfunktion {\displaystyle f} geben, d. h. eine Funktion, die jeder Menge {\displaystyle X\in M} ein Element von {\displaystyle X} zuordnet (es gilt also {\displaystyle f(X)\in X} für alle {\displaystyle X\in M}).
Nun betrachtet man jene Funktionen, welche eine Auswahlfunktion einer (endlichen) Teilmenge von {\displaystyle M} sind. Die Menge {\displaystyle F} dieser partiellen Auswahlfunktionen ist halbgeordnet:
Für {\displaystyle f,g\in F} gilt {\displaystyle f\leq g} genau dann, wenn {\displaystyle f} und {\displaystyle g} auf dem Definitionsbereich von {\displaystyle f} gleich sind und dieser im Definitionsbereich von {\displaystyle g} enthalten ist.
Durch diese Halbordnung entstehen auch Ketten in {\displaystyle F}. Vereinigt man alle Definitionsbereiche der Funktionen in einer Kette {\displaystyle T}, so kann man eine Funktion {\displaystyle s} auf dieser Vereinigung konstruieren mit {\displaystyle s(X)=f(X)} für ein beliebiges {\displaystyle f\in T}, das auf {\displaystyle X} definiert ist. Dieses {\displaystyle s} ist eine obere Schranke von {\displaystyle T}, also hat {\displaystyle F} nach Zorns Lemma mindestens ein maximales Element {\displaystyle m}.
Wäre {\displaystyle m} auf einem {\displaystyle X\in M} nicht definiert, so ließe sich ein {\displaystyle m'} konstruieren, das die Eigenschaften von {\displaystyle m} hat und gleichzeitig {\displaystyle X} auf ein beliebiges Element von {\displaystyle X} abbildet. Dann wäre aber {\displaystyle m} nicht maximal, ein Widerspruch.
Also muss {\displaystyle m} auf ganz {\displaystyle M} definiert sein und ist damit eine Auswahlfunktion von {\displaystyle M}.